# جاك كيلر
جاك كيلر (بالإنجليزية: Jack Keller)‏ هو لاعب بوكر أمريكي، ولد في 29 ديسمبر 1942، وتوفي في 5 ديسمبر 2003 في تونيكا في الولايات المتحدة.